# توم رينولدز
توم رينولدز (بالإنجليزية: Tom Reynolds)‏ (6 سبتمبر 1955 بألاميدا في الولايات المتحدة - ) هو لاعب كرة قدم أمريكي في مركز حراسة المرمى. لعب مع لوس أنجلوس أزتكس ودالاس تورنايدو وكاليفورنيا صنشاين ‏ وPennsylvania Stoners ‏ وساكرامنتو غولد ‏ وSan Francisco Fog (soccer) ‏.